# Ioan Suciu

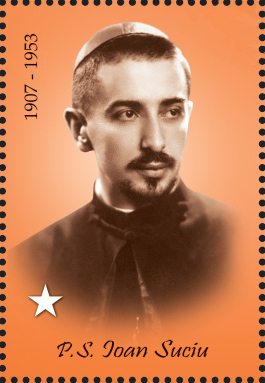
Rumänische Briefmarke mit Porträt von Ioan Suciu

Ioan Suciu (* 4. Dezember 1907 in Blaj, Siebenbürgen; † 27. Juni 1953 in Sighet, Rumänien) war rumänisch griechisch-katholischer Weihbischof in Oradea Mare - (Großwardein) und Apostolischer Administrator von Făgăraș und Alba Iulia.

## Leben
Ioan Suciu stammte aus einer Priesterfamilie besuchte die Grundschule und Gymnasium in Blaj. Sein Mitschüler am Gymnasium war Titu Liviu Chinezu mit dem ihn eine lebenslange Freundschaft verband. Sie machten gemeinsam Abitur und entschlossen sich für den Priesterberuf. 1925 wurden beide zum Studium der Theologie an das Päpstlichen Griechischen Kolleg vom Hl. Athanasius mit Anschluss-Studium an die Päpstliche Universität Urbaniana geschickt. Er promovierte zum Doktor der Theologie; am 29. November 1931 wurde er in Rom zum Priester geweiht. Zurück in Blaj wurde er Professor an der Theologischen Akademie.
Der brillante Redner wurde am 25. Mai 1940 zum Weihbischof in Oradea Mare - (Großwardein) und gleichzeitig zum Titularbischof von Moglaena ernannt. Konsekriert wurde er am 22. Juli 1940 durch Valeriu Traian Frențiu, dem Bischof von Oradea Mare (Großwardein), Mitkonsekratoren waren Iuliu Hossu, der Bischof von Cluj-Gherla und Ioan Bălan, der Bischof von Lugoj. 1946 wurde er Apostolischer Administrator von Făgăraș und Alba Iulia.
Am 28. Oktober 1948 wurde er verhaftet und im Lager Dragoslavele interniert, im Februar 1949 bekam er, zusammen mit den ebenfalls verhafteten Diözesanbischöfen der Rumänisch griechisch-katholischen Kirche, Isolationshaft im Kloster Căldărușani. Dort war er am 3. Dezember 1949 Mitkonsekrator bei der Bischofsweihe seines Freundes Titu Liviu Chinezu.
Im Oktober 1950 wurde er mit den anderen Bischöfen in das berüchtigte Gefängnis Sighet verbracht. Dort starb er in Einzelhaft, magenkrank und geschwächt durch Hunger und Kälte am 27. Juni 1953. Er wurde noch in der Nacht ohne Sarg in einem Massengrab auf dem Friedhof der Armen begraben.

## Seligsprechungsverfahren
Für Ioan Suciu wurde das Verfahren zur Seligsprechung eingeleitet. In dessen Verlauf erkannte Papst Franziskus am 19. März 2019 das Martyrium Sucius und sechs weiterer in der kommunistischen Kirchenverfolgung umgekommener Bischöfe als Voraussetzung für die Seligsprechung an. Der Papst selbst sprach ihn am 2. Juni 2019 in Blaj selig.